# Semitwe
Semitwe est une ville du Botswana.